# Monte Alegre dos Campos
Monte Alegre dos Campos là một đô thị thuộc bang Rio Grande do Sul, Brasil. Đô thị này có diện tích 549,74 km², dân số năm 2007 là 3122 người, mật độ 5,68 người/km².